# Ivan Vrzal
Ivan Vrzal (* 29. dubna 1967) je bývalý český politik, v 90. letech 20. století poslanec České národní rady a Poslanecké sněmovny za ODS.

## Biografie
Ve volbách v roce 1992 byl zvolen do České národní rady za ODS (volební obvod Západočeský kraj).
Od vzniku samostatné České republiky v lednu 1993 byla ČNR transformována na Poslaneckou sněmovnu Parlamentu České republiky. Zde mandát obhájil ve volbách v roce 1996. Zasedal v hospodářském výboru, v letech 1996-1998 i jako jeho místopředseda. V letech 1996-1997 byl místopředsedou poslaneckého klubu ODS.
V květnu 1998 byl zvolen do dozorčí rady podniku Unipetrol.
V komunálních volbách roku 2002 byl za ODS zvolen do zastupitelstva města Karlovy Vary. Byl tehdy lídrem kandidátky občanských demokratů a jejich kandidátem na post primátora. Primátorem se ale nestal. Opětovně se o zvolení pokoušel v komunálních volbách roku 2006, ale nebyl zvolen. Profesně se uvádí jako manažer a podnikatel.